# Profeția Papilor

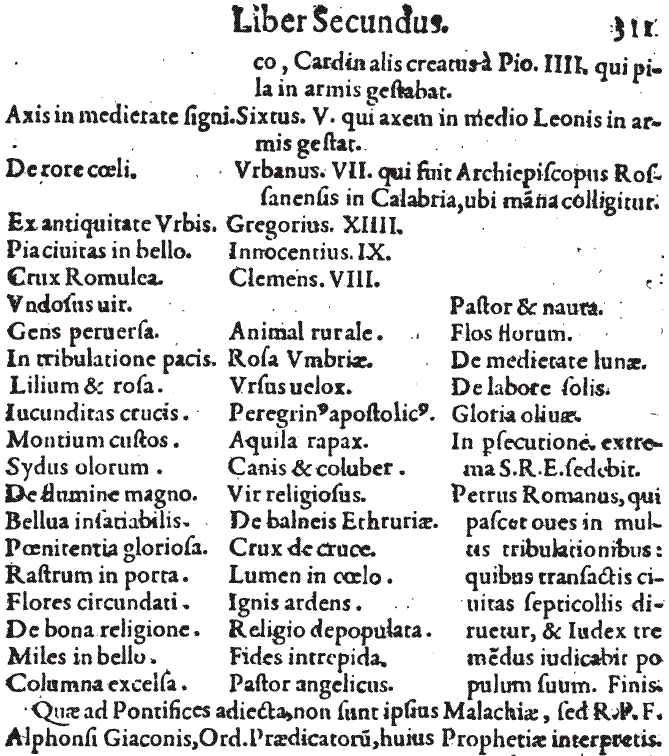
Partea finală a profeției

Profeția Papilor (latină Prophetia Sancti Malachiae Archiepiscopi, de Summis Pontificibus) este o serie de 112 fraze scurte și codificate prin care se dorea prezicerea succesiunii papilor.

## Prezentare generală
Conform tradiției nefondate, dar larg răspândite, prin anul 1140, Sfântul Malachia ar fi profetizat succesiunea pontifilor romani tercin și episcop primat al Irlandei. A trăit între 1094-1148 și a fost un energic reformator, mai ales al mănăstirilor. A murit la Clairvaux, asistat de sf. Bernard, care-l cunoscuse în timpul unei călătorii la Roma, în 1139, de unde s-a întors în patrie ca legat (nunțiu) al Sfântului Scaun. Lui Malachia îi este atribuită Profeția asupra papilor, de la Celestin al II-lea până la sfârșitul lumii, profeție în care fiecare papă este desemnat cu un scurt motto (în total 112 mottouri latine, descriu 112 papi care s-au succedat pe scaunul lui Petru de la 1144 și continuă „până la sfârșitul lumii”). Această operă este clar apocrifă și este redactată – foarte probabil – pe la jumătatea secolului al XVI-lea. A fost publicată pentru prima oară în 1595 de călugărul benedictin Arnold Wion, care a introdus aceste mottouri profetice în opera sa „Lignum vitae”, publicată la Veneția.
Această profeție temută și discutată n-a apărut întotdeauna precisă în oferirea unui raport clar între mottou și relativul papă. Cu toate acestea, cu destulă răbdare și efort interpretativ, se poate încerca o identificare între mottouri și papii cărora le sunt aplicate.
În realitate aceste profeții au fost compilate de Alfonso Ceccarelli cu scopul de a influența pe cardinalii electori, participanți la Conclavul din 1590. În viziunea lui Alfonso, aceste profeții trebuiau să îl favorizeze pe Cardinalul Simoncelli, născut la Orvieto (Urbs vetus), și, într-adevăr, mottoul succesorului papei Urban al VII-lea este: „De antiquitate Urbis”, doar atât că a fost ales Niccolò Sfrondati din Cremona, dar și aceasta tot antică.
Nu este lipsită de interes nici precizarea că mulți cercetători găsesc prognosticul asupra lui Petru al II-lea (sau „Romanul”) drept un adaos din sec. al XVIII-lea, prin urmare total lipsit de valoare previzionară.

## Profeții
Rămânând strict la ceea ce oferă „Lignum vitae”, mottourile sunt:

### Profețiile anterioare publicării lor în Lignum vitae
- 1 – Ex Castro Tiberi (Din Castel de pe Tevere) – Celestin al II-lea (8 oct. 1143 – 8 mart. 1144)

Mottoul se referă la locul natal al acestui papă: Guido din Castello, nativ din Castello di S.Felicita al Tiferno în Toscana, în acele vremuri un mic târg situat pe malul fluviului Tevere. 
- 2 - Inimicus expulsus - Lucius al II-lea (12 mart. 1144 – 15 feb. 1145)

Acest mottou prezintă două explicații posibile: termenul „inimicus” ar fi o aluzie clară la numele de mirean al acestui papă, bologhezul Gerardo Caccianemici, iar termenul „expulsus” s-ar referi la pontificatul său zbuciumat: constituirea unei republici democratice pe teritoriul roman a dus la îndepărtarea puterii civile de curtea pontificală de la Roma. Într-adevăr, aorifeii acestei republici l-au detronizat pe papă de puterea temporală și l-au izgonit din Roma. În felul acesta mottoul s-ar referi și la sfârșitul brutal al acestui papă, care a murit lovit cu o piatră în timp ce era expulzat din Campidoglio.
- 3 - Ex magnitude montis - Eugen al III-lea (1145-1153)

Pietro Pignatelli, ales papă în aceeași zi în care a murit Lucio al II-lea, era nativ dintr-un mic sătuc din preajma orașului Pisa, Montemagno. Astfel, mottoul se referă explicit la orginile acestui papă.
- 4 - Abbas Suburranus - Anastasie al IV-lea (1153-1154)

Papa Anastasiu al IV-lea avea nume ca mirean Corrado Suburri și a fost mult timp abatele mănăstirii Sfântul Rudo.
- 5 - De ruro albo - Adrian al IV-lea (1154-1159)

Adrian al IV-lea, cu numele de mirean Niccolò Breaksper, născut în Anglia, la Sant'Albano, a murit la Anagni. Mottoul, de altfel foarte obscur, ar face aluzie la originile sale britanice.
- 6 - Ex tetro carcere – Victor al IV-lea (antipapă)

Gregorio Conti a fost Cardinal de S. Vittore, renumit carcerier roman.
- 7 - Ex ansere custode – Alexandru al III-lea (1159-1181)

Tatăl lui Rolando (Orlando) Papero Bandinelli se numea Ranuccio. Majoritatea interpreților afirmă simplu că până în prezent nu s-au găsit explicații plauzibile acestui motto; aluzia însă pare a fi legată de nume: Papero (rață), în latină „anser”: astfel pare să aibă unul din următoarele două sensuri: „din rață paznic” sau, legat de numele tatălui (broscuță) (=cele din paza raței).
- 8 - De via Transtibertina – Pascal al III-lea (antipapă)

Guido da Crema a fost mult timp Cardinal în S. Maria în Trastevere (Transtibertina).
- 9 - Lux in ostio – Lucius al III-lea (1181-1185)

Ubaldo Allucignoli era Cardinal de Ostia în momentul când a fost ales papă. Astfel este evident că mottoul cu care este desemnat face aluzie atât la numele lui de mirean (Allucignoli) cât și la numele lui pontifical și, nu în ultimul rând, la orașul Ostia, unde fusese Cardinal înainte de a fi ales papă. 
- 10 - De Pannonia Tusciae – Callixt al III-lea (antipapă)

provenea din întinsa regiune cunoscută odinioară cu numele de câmpia Panonică – Ungaria de azi; mulți ani a fost Cardinal de Tuscolo (Tusciae).
- 11 - Sus in cribo – Urban al III-lea (1185-1187)

Uberto Crivelli avea în propria stemă un porc (sus, lat.). Cuvântul „cribo” face aluzie evidentă la prenumele său de mirean: Crivelli.
- 12 - Ensis Laurentii – Grigore al VIII-lea (1187)

Cuvântul „ensis” face trimitere la stema sa pontificală pe care apare clar o sabie (ensis). Termenul „Laurentii” pare cu toată probabilitatea să se refere la faptul că, mai înainte de a fi ales papă, Alberto de Morra fusese Cardinal de S. Lorenzo in Lucina; sunt însă dubii cu privire la interpretarea corectă a acestui termen.
- 13 - De schola Exiet – Clement al III-lea (1187-1191)

Paul Scolari, Episcop de Palestrina; mottoul, foarte simplu, pare să facă referință explicită la prenumele lui de mirean.
- 14 - De rure bovense – Celestin al III-lea (1191-1198)

Giacinto Orsini din „Casata dei Borbone”; încă nu au fost propuneri acceptabile pentru acest motto: sunt însă interpreți care, fără să aducă motivații valabile în susținerea tezei lor, consideră că fraza ar face aluzii la faptul că Giacinto Orsini, în momentul alegerii sale ca papă, nu era decât un simplu diacon.
- 15 - Comes signatus – Inocențiu al III-lea (1198-1216)

Giovanni Loterio dei conti di Tuscolo da Segni, numele lui de mirean. Mottoul pare destul de evident.
- 16 - Canonicus de latere – Honoriu al III-lea (1216-1227)

Cencio Savelli, în momentul alegerii era canonic în Lateran. Aceasta pare să fie unica semnificație plauzibilă atribuită lui de profeția lui Malachia.
- 17 - Avis Ostiensis - Grigore al IX-lea (1227-1241)

Ugolino dei Conti di Segni, cardinal de Ostia (ostiensis), după alegera sa a adoptat în propria stemă pontificală stema familiei sale: un scut pe care tronează o uriașă acvilă (avis).
- 18 - Leo Sabinus – Celestin al IV-lea (1241)

Goffredo Castiglioni di Milano, Episcop de Sabina: și în acest caz referința este la stema papală: un leu.
- 19 - Comes Laurentius – Inocențiu al IV-lea (1242-1254)

Sinibaldo Fieschi, care venea din familia nobilă a conților (comes) de Fieschi, a fost făcut cardinal în San Lorenzo in Lucina (Laurentius), de către papa Grigore al IX-lea. Posibil ca această interpretare să pară puțin forțată, însă tot atât de probabil apare ca singura plauzibilă.
- 20 - Signus Ostiense – Alexandru al IV-lea (1254-1261)

Rinaldo dei Conti di Segni, înainte de a fi papă a fost cardinal de Ostia.
- 21 - Jerusalem Campaniae – Urban al IV-lea (1261-1264)

Jacques Pantaleon (Giacomo Troyes Pantaleone), nativ din regiunea franceză Champagne în momentul alegerii Patriarh al Ierusalimului; a fost ales papă înainte de a fi numit Cardinal.
- 22 - Drago depressus – Clement al IV-lea (1261-1264)

Guy Folquois (Guido le Gros de Saint Gilles): în stema pontificală a lui Clement al IV-lea era reprezentată o acvilă care ținea strâns în ghiare un dragon imens. Interpretarea însă este destul de dubioasă și controversată: după părerea multor istorici adevărata stemă a acestui papă nu avea decât crini. În acest caz nu mai sunt explicații plauzibile cu privire la semnificația mottoului.
- 23 - Anguineus vir – Grigore al X-lea (1271-1276)

Tebaldo Visconti din Piacenza este desemnat de profeția lui Malachia ca „omul/bărbatul șarpelui” (anguineus vir); printre stemele pontificale există și una, atribuită papei Grigore al X-lea, care are în prim plan un șarpe. Totuși sunt multe dubii și neclarități cu privirea la aspectul real al stemei acestui pontif. Din această cauză sunt și unii interpreți care consideră că aluzia din motto ar fi la tergiversata alegere a acestui papă, contrasemnată de trecerea la conclavul actual.
- 24 - Concionator gallus – Inocențiu al V-lea (1276)

Pierre de Tarantasie de origine franceză (gallus), în pofida doar a celor cinci luni de pontificat, Inocențiu al V-lea și-a câștigat renumele de cinstit, coerent „om al bisericii” și un excelent predicator (concionator).
- 25 - Bonus Comes – Adrian al V-lea (1276)

Ca și pentru Inocențiu al IV-lea, termenul „comes” este considerat ca aluzie la familia natală a lui Ottobono Fieschi, care însă a murit mai înainte de a fi încoronat papă. Unii interpreți consideră că termenul „bonus” cu care este desemnat acest papă este mai degrabă o ironie, ținând cont că până și Dante îl plasează în Infern.
- 26 - Piscator tuscus – Ioan al XXI-lea (1276-1277)

Pietro di Giuliani (Pietro Ispano), medic și filosof de mare renume, înainte de alegere, Cardinal de Tuscolo. În mottoul care-l desemnează este ascuns sensul termenului „piscator”. Într-adevăr, numele lui de botez era Petru, la fel cu acela al faimosului „pescar”, primul papă al Bisericii Catolice. 
- 27 - Rosa composita – Nicolae al III-lea (1277-1280)

În stema lui Giovanni Gaetano Orsini (Giangaetano Corsini) trona o roză (un trandafir). Profeția îl mai desemnează și „compositus” făcând în felul acesta trimitere la truda sa neobosită și la încercările sale repetate de a pune capăt Marii Schisme și a reface unitatea Creștinismului.
- 28 - Ex telonio liliacei – Martin al IV-lea (1281-1285)

Simone di Brion, canonic și trezorier de Saint Martin du Toursin, Franța. În stema lui erau reprezentați câțiva crini, la care că mottoul face vag aluzie. În complex însă, acestei fraze nu-i este atribuită nicio semnificație precisă, clară.
- 29 - Ex rosa leonina – Honoriu al IV-lea (1285-1287)

Jacopo Savelli avea în stema pontificală doi lei înconjurați de trandafiri.
- 30 - Picus inter escas – Nicolae al IV-lea (1288-1292)

Mottoul relativ la Gerolamo Masci, de la Ascoli Piceno nu este destul de clar. Singura semnificație plauzibilă care i-ar putea fi atribuită este aceea referitoare la orașul său natal: Ascoli Piceno (picus).
- 31 - Ex eremo celsus – Celestin al V-lea (1294)

Acest mottou pare să fie destul de explicit: Pietro da Morrone a fost eremit și fondatorul Ordinului (călugărilor) Celestini.
- 32 - Ex undarum benedictione – Bonifaciu al VIII-lea (1294-1303)

Mottoul se referă la numele de botez al acestui papă: Benedetto Gaetani (benedictione) ca de altfel și la stema sa de pontif pe care sunt reproduse valuri (unde) marine.
- 33 - Concionator patarens – Benedict al XI-lea (1303-1304)

Nicolò Bacca-Sini născut la Patara (patarens), aproape de Treviso și aparținea ordinului religios al predicatorilor (concionator). Termenul de „concionator”, așadar, face aluzie într-un anume fel atât la proveniența sa din Ordinul Predicatorilor cât și la activitatea sa personală de predicator.
- 34 - De fascis aquitanicis – Clement al V-lea (1305-1314)

Termenul „fascis” face trimitere la stema pontificală a lui Bertrand di Goth formată din 7 fâșii paralele. Pe timpul pontificatului său sediul popilor a fost transferat de la Roma în Franța, la Avignone (aquitanicis).
- 35 - De sutore orseo – Ioan al XXII-lea (1316-1334)

Mottoul pare să fie destul de criptic, pare însă că face trimitere într-un anume fel la originile umile ale lui Jacques-Arnaud d’Eurse, fiul unui modest cizmar.
- 36 - Corvus schismaticus – Nicolae al V-lea (antipapă)

Pietro Rinalducci, originario di Corvaro (sau Corsaro / corvus) ca antipapă a fost printre cei mai de seamă exponenți ai schismei papale, contribuind cu atitudinea sa la radicalizarea contrastelor din sânul Bisericii (schismaticus).
- 37 - Frigidus abbas – Benedict al XII-lea (1334-1342)

Jacques Fournier, a fost ales papă pe când era abate la mănăstirea de la Fontanafredda (apa rece).
- 38 - Ex rosa atrebatesi – Clement al VI-lea (1342-1352)

Pierre Roger di Beaufort a fost episcop de Arras (atrebatesi); pe stema lui figurau 6 trandafiri (roze).
- 39 - De montibus Pammachii – Inocențiu al VI-lea (1352-1362)

În emblema lui Etienne (Ștefan) Aubert erau reprezentați 6 munți. În momentul alegerii sale ca papă era Cardinal al (sfinților) Santi Giovanni e Paul, la acea vreme titlul avea supranumele de „Pammacchio”.
- 40 - Gallus vicecomes – Urban al V-lea (1362-1370)

Guillaume (Guglielmo) Grimoard era francez (gallus) iar înainte de a deveni papă a fost Nunțiu (comes) la curtea conților Visconti din Milano.
- 41 - Novus de Virgine fortii – Grigore al XI-lea (1370-1378)

Pierre Roger de Beaufort, nepot al papei Clement al VI-lea, în momentul alegerii era Cardinal de Santa Maria Nuova (Virgine). Mottoul așadar pare să facă trimitere la poziția „forte” a acestui nepot de papă și la ultima reședință înainte de pontificat. 
- 42 - De cruce apostolica – Clement al VII-lea (antipapă)

Robert de Genevois, antipapa Clement al VII-lea era Cardinal la „Dodici Apostoli” (apostolica), emblema lui reprezenta o mare cruce latină.
- 43 - Luna cosmedina – Benedict al XIII-lea

Pietro de Luna, antipapa Benedict al XIII-lea a fost ales papă pe când ocupa scaunul episcopal și titlul de cardinal de Santa Maria in Cosmedin.
- 44 - Schismo barcinonicum - Clement al VIII-lea (?) Antipapa

Mottoul este destul de obscur. În plus, nici nu este clar la cine se referă. După opinia unora profeția s-ar referi la Clement al VIII-lea, antipapă și canonic la Barcellona (barcinonicum), care ar fi fost înfăptuitorul unei politici menite să consolideze schisma. Această opinie însă nu prea are susținere: în primul rând pentru faptul că acest personaj nici nu este considerat antipapă în listele oficiale, dar și pentru faptul că termenul „schismo”, în plină perioadă de schismă avignoneză, nu este semnificativ absolut deloc pentru identificarea unui personaj de atare relevanță.
- 45 - De inferno pregnanti – Urban al VI-lea (1378-1389)

Bartolomeo Prignano, născut la Napoli, după afirmațiile unor istorici într-o zonă a orașului denumită „inferno”.
- 46 - Cubus de mixtione – Bonifaciu al IX-lea (1389-1404)

Pietro Tommacelli, ajuns papă, și-a figurat blazonul pontifical cu o diagonală formată din cuburi.
- 47 - De miliore sidere – Inocențiu al VII-lea (1404-1406)

Mottoul se referă la numele de mirean al papei: Cosimo Migliorati, termenul „sidere” face trimitere la stema pontificală reprezentată cu o stea-cometă.
- 48 - Nauta de Ponte Nigro – Grigore al XII-lea (1406-1415)

Expresia „nauta” (marinar / barcagiu) are o semnificație bine precizată și este folosită de Malachia pentru papii care proveneau din Veneția. Într-adevăr, Angelo Corrier era nativ din Veneția și fusese Cardinal de Negroponte.
- 49 - Flagellum solis – Alexandru al V-lea (antipapă)

Pietro Filargiro avea reprezentat pe blazonul său pontifical un soare strălucitor. Termenul „flagellum”, folosit de Malachia pentru a-l descrie profetic, pare că se referă la faptul că acest antipapă a contribuit foarte mult la radicalizarea schismei, provocată chiar de el.
- 50 - Cervus Sirenae – Ioan al XXIII-lea (antipapă)

Baldassarre Cossa era originar din Napoli, oraș a cărui emblemă o înfățișează pe sirena Partenope. Termenul „cervus” face referință la blazonul său pontifical, pe care era reprezentat un cerb.
- 51 - Corono veli aurei – Martin al V-lea (1417-1431)

Emblema lui Oddone Colonna era o coloană împodobită cu o coroană de aur. Chiar dacă nu în mod cu totul explicit, spun interpreții, mottoul face trimitere la blazonul papei Martin al V-lea.
- 52 - Lupa coelestina – Eugen al IV-lea (1431-1447)

După opinia unor istorici, chiar dacă nu apare pe stema pontificală, simbolul lui Gabriele Condulmer, canonic al Societății Celestine (coelestina), era o lupoaică.
- 53 - Amator Crucis – Felix al V-lea (antipapă)

Amedeo di Savoia, principe al casei de Savoia, care avea emblemă o cruce roșie pe un fundal alb. Expresia „amator”, dificilă de interpretat, foarte probabil se referă atât la zbuciumul interior cât și la controversele aprinse care l-au caracterizat pe acest om și perioada cât el a fost antipapă. 
- 54 - De modicitate lunae – Nicolae al V-lea (1447-1455)

Tommaso Parentuccelli, născut la Luni (lunae), aproape de Sarzana. Provenea dintr-o familie foarte săracă și, probabil, expresia „modicitate” se referă tocmai la această umilă proveniență.
- 55 - Bos pascens – Calixt al III-lea (1455-1458)

Pe blazonul lui Alfonso de Borgia este reprezentat un bou la păscut.
- 56 - De capra et albergo – Pius al II-lea (1458-1464)

Enea Silvio Piccolomini (numele de mirean al papei Pius al II-lea) a fost secretarul cardinalilor Capranica și Albergatti. 
- 57 - De cervo et leone – Paul al II-lea (1464-1471)

Înainte de a ajunge papă, Pietro Barbo a fost cardinal de San Marco (sf. Marcu, evanghelistul care are drept simbol un leu înaripat), concomitent era și cardinal comendator al Bazilicii Cervia.
- 58 - Piscator minorita – Sixt al IV-lea (1471-1484)

Francesco della Rovere, călugăr franciscan (membru al Ordinului Fraților Minori) din Celle (Savona), originar era dintr-o familie de pescari: dacă espresia „minorita” este clar derivată de la originea sa de franciscan minor, termenul „piscator” poate avea două semnificații: prima referitoare la familia de origine, cea de-a doua referitoare la funcția ocupată în Biserică (referitor la cuvintele lui Isus către Petru: „te voi face pescar de oameni”).
- 59 - Praecursor Siciliae – Inocențiu al VIII-lea (1484-1492)

Giovanni Battista Cybo a trăit îndelung la curtea regală a Siciliei. Totuși, termenul „praecursor” încă nu a găsit explicație satisfăcătoare.
- 60 - Bos Albanus in portu – Alexandru al VI-lea (1492-1503)

Blazonul pontifical al lui Rodrigo Borgia – ca de altfel și al celorlalți din această familie – reprezenta un bou. De precizat și faptul că el fusese episcop și cardinal de Albano și de Porto. 
- 61 - De parvo homine – Pius al III-lea (1503)

Mottoul pare că se referă la prenumele matern al lui Francesco Todeschini: Piccolomini (de parvo homine).
- 62 - Fructus Jovis juvabit – Iuliu al II-lea (1503-1513)

Emblema lui Giuliano della Rovere era un stejar, copac care în antichitate era venerat ca fiind „copacul lui Jupiter” (Jovis).
- 63 - De craticule Politana – Leon al X-lea (1513-1521)

Motto foarte dificil de interpretat: numele tatălui lui Giovanni de' Medici era Lorenzo, sfânt care a fost martirizat pe grătar (nu tatăl, patronimul tatălui). Expresia „Politiana” ar deriva și deci ar trebui să se refere într-un fel oarecare la Angelo Poliziano, căruia Leon al X-lea i-a fost ucenic.
- 64 - Leo florentius – Adrian al VI-lea (1522-1523)

Adrian Florensz (florentius) din Utrecht avea pe blazonul pontifical doi lei.
- 65 - Flos pilae – Clement al VII-lea (1523-1534)

Iuliu de' Medici, fiorentino (=flos?), avea pe stema pontificală o minge (pala), un glob (pilae) înconjurată de crini (flos).
- 66 - Hyacinthus medicorum - Paul al III-lea (1534-1549)

Alessandro Farnese, cardinal de sfinții Cosma și Damian, avea blazonul papal cu 7 crini. Nu s-a găsit însă o explicație plauzibilă pentru termenul „medicorum”.
- 67 - De corona montana – Iuliu al III-lea (1550-1555)

Giovanni Maria Ciocchi del Monte (montana) avea emblema formată din două coroane.
- 68 - Frumentum floccidum – Marcel al II-lea (1555)

Stema lui Marcello Cervini, născut la Montepulciano, reprezenta un cerb și grâu. Termenul „floccidum” foarte probabil că se referă la durata scurtă a pontificatului său: numai 23 de zile.
- 69 - De fide Petri - Paul al IV-lea (1555-1559)

Acest mottou cunoaște două interpretări. Prima, care apare și cam forțată: Giampietro Carafa (mireanul Paul al IV-lea) a fost promotorul „Sfântului Tribunal pentru doctrina Credinței”, de unde și expresia „fide”, până aici ambele interpretări sunt de acord, de aici, prima consideră că [petri” ar fi un ecou al numelui de mirean al lui Paul al IV-lea (?); a doua variantă – care pare și cea plauzibilă – consideră că atributul profetic „petri” amintește de piatra pe care a fost zidită Biserica. 
- 70 - Aesculapii pharmacum – Pius al IV-lea (1559-1565)

Mottoul care-l desemnează pe Giovanni Angelo de' Medici pare că derivă de la numele familiei sale: într-adevăr, Esculap este zeul (păgân) al medicinei și primul medic al omenirii, al istoriei.
- 71 - Angelus nemorosus – Pius al V-lea (1566-1572)

Termenul „angelus” pare foarte probabil de atribuit conduitei morale ale acestui papă (într-adevăr, este printre foarte puținii papi ai acestei perioade recunoscut sfânt); celălalt adjectiv, „nemorosus” (adică tufiș / pădure), indică destul de clar locul nașterii lui Michele Ghisleri: Bosco, în regiunea Alessandria. 
- 72 - Medium corpus pilarum – Grigore al XIII-lea (1572-1585)

Ugo Boncompagni ocupă în istorie locul și numele ideatorului „calendarului gregorian”. Mottoul, de altfel destul de obscur, probabil se referă într-un mod oarecare la acest eveniment care caracterizează pontificatul lui Grigore al XIII-lea. Oricum, încă nu s-a ajuns la o interpretare care să fie acceptată de toți și – cu atât mai puțin – care să fie plauzibilă.
- 73 - Axis in meditate signi – Sixt al V-lea (1585-1590)

Felice Perretti avea pe blazon un leu împărțit în două de o diagonală, ca și cum ar fi tăiat în două de o axă (axis). La fel de bine însă acest mottou poate să se refere la intransingența lui față de toți răufăcătorii: fie ei cerșetori sau nobili. Alți interpreți pun mottoul în legătură cu refacerea economică a Statului papal, redus la sărăcie de predecesorul lui Sixt al V-lea.
- 74 - De rore coeli – Urban al VII-lea (1590)

Mottoul ar putea să se refere la faptul că Giovan Battista Castagna a fost Arhiepiscop de Rossano; localitate în care tradiția spune că s-ar fi coborât mană din cer. Oricum, încă nu s-a putut atribui nici acestui mottou o semnificație univocă și plauzibilă.

### Profeții posterioare publicării în Lignum vitae
- 75 - De antiquitate urbis – Grigore al XIV-lea (1590-1591)

Nicola Sfrondati provenea din antica cetate Cremona. 
- 76 - Pia civitas in bello – Inocențiu al IX-lea (1591).

Mottoul pare să indice perioada răvășită a pontificatului lui Giovanni Antonio Facchinetti: creștinătatea era devastată de sângeroase războaie. 
- 77 - Crux romulea – Clement al VIII-lea (1592-1605).

Hipolit Aldobrandini aparținea unei istorice familii romane (romulea), chiar dacă de mai mult timp aceasta se stabilise la Firenze. Pe blazonul papal Clement al VIII-lea avea o cruce romană.
- 78 - Undosus vir – Leon al XI-lea (1605)

Nu sunt interpretări univoce asupra acestui mottou, totuși cea mai mare parte a interpreților înclină să creadă că este vorba de scurta perioadă de pontificat al lui Alessandro de Medici, abia împlinite 2 săptămâni.
- 79 - Gens perversa - Paul al V-lea (1605-1621)

Camillo Borghese. Sensul mottoului a rămas nepătruns (misterios) până azi, în pofida nenumăratelor interpretări. Într-o singură privință sunt cu toții de acord: acest mottou este cel mai criptic și mai indescifrabil dintre toate profețiile lui Malachia.
- 80 - In tribulatione pacis – Grigore al XV-lea (1621-1623)

Alessandro Ludovisi – fondatorul Congregației „De Propaganda Fide” – toată perioada pintificatului său a fost prins în tratative de pace și în potolirea cauzelor de războaie: în primul rând controversele politice.
- 81 - Lilium et rosa – Urban al VIII-lea (1623-1644)

Pe blazonul lui Maffeo Barberini sunt reprezentate albini care zboară în jurul crinilor și a trandafirilor. Interpretarea corectă a acestui mottou, totuși, este nesigură deoarece, considerând reproducerile stemei din acea vreme, pe blazon nu apar florile de care vorbește profeția.
- 82 - Jacunditas crucis – Inocențiu al X-lea (1644-1655)

Giovanni Battista Panphili (Panphily) a fost proclamat papă chiar în ziua de Înălțarea Sfintei Cruci. Aluzia este certă.
- 83 - Montium custus – Alexandru al VII-lea (1655-1667)

Emblema pontificală a lui Fabio Chigi era formată din două coline deasupra cărora veghea o stea. Atributul „custus” (o formă medievală a lui „custos”) completează ideea blazonului: „sentinela munților”; deși sunt dintre cercetători care consideră că ar fi o aluzie la prenumele de Chigi. De adăugat și faptul că acest papă a instituit în Roma un „Monte di Pietà”.
- 84 - Sidus olorum – Clement al IX-lea (1667-1669)

Iuliu (Giulio) Rospigliosi a fost ales papă într-o sală deosebită a palatului pontifical, numită sala lebedelor (olorum). Atributul „sidus” până în prezent este fără tălmăcire.
- 85 - De flumine magno – Clement al X-lea (1670-1676)

Emilio Altieri a fost ales papă pe data de 11 mai 1670, zi în care fluviul Tevere atingea cote alarmante (flumine magno).
- 86 - Bellua insatiabilis – Inocențiu al XI-lea (1676-1689)
- 87 - Poenitentia gloriosa – Alexandru al VIII-lea (1689-1691)

Alegerea lui Pietro Ottoboni a avut loc pe 6 octombrie, zi dedicată Sfântului Brunone, sfânt trecut în conștiința istorică ca unul dintre cei mai mari penitenți ai Bisericii.
- 88 - Rastrum in porta – Inocențiu al XII-lea (1691-1700)

Antonio Pignatelli aparținea unei nobile familii napoletane care, în oraș, locuia lângă poarta numită „del rastrello” (rastrum).
- 89 - Flores circumdati – Clement al XI-lea (1700-1721)

Francesco Albani, sfințit preot numai în 1700. Acestui mottou nu i s-a găsit o interpretare adecvată; singura care a fost emisă, dar neacceptată, ar fi că, lipsit total de tact politic și de îndemânarea practică a administrării, a avut de înfruntat situații destul de dure. În acest caz ar fi o subtilă ironie (de genul: „de ce trimiți pentru front pe unul pe care nici cu o floare nu trebuie să-l atingi?!”).
- 90 - De bona religione – Inocențiu al XIII-lea (1721-1724)

Michelangelo Conti – pontificatul lui este caracterizat de o aspră și continuuă condamnare a oricărei formă de erezie, cu precădere Janzenismul.
- 91 - Miles in bello – Benedict al XIII-lea (1724-1730)

„Soldat în război” – Pier Francesco Orsini a fost papă într-o perioadă în care s-au înregistrat războaie în toată Europa.
- 92 - Columna excelsa – Clement al XII-lea (1730-1740)

Lorenzo Corsini a caracterizat pontificatul său mai ales cu marile opere urbane (edificii) pe care le-a comandat și susținut în toată Roma. În acest caz mottoul s-ar referi la activitatea sa neobosită de magnat și de iubitor al artei, cu precădere de arhitectură urbană.
- 93 - Animal rurale – Benedict al XIV-lea (1740-1758)

Nicio explicație plauzibilă în privința acestei profeții care-l privește pe Prospero Lorenzo Lambertini din Bologna. Totuși nu lipsesc exegeți care pun mottoul în legătură cu faptul că Benedict al XIV-lea a încurajat și susținut agricultura prin diminuarea taxelor și promovarea schimbului comercial.
- 94 - Rosa Umbiae – Clement al XIII-lea (1758-1769)

Nenumărate dar și divergente explicații au fost avansate pentru acest mottou care-l privește pe Carlo Rezzonico din Venezia, dar niciuna nu se bucură de susținerea specialiștilor. Explicația cea mai avansată de până acum ar fi că pe vremea pontificatului său mulți dintre franciscani divizați în mici institute religioase au fost reuniți în Ordinul Fraților Minori, cu sediul în Umbria.
- 95 - Ursus velox – Clement al XIV-lea (1769-1774)

Cea mai răspândită explicație care poate fi întâlnită cu privire la mottoul care-l desemnează pe Lorenzo Ganganelli (numele complet: Giovanni Vincenzo Antonio Ganganelli) este că el ar fi avut (are) în blazonul papal un urs în alergare. Această interpretare nu poate găsi temei din moment ce emblema lui Clement al XIV-lea conține în partea superioară semnul clasic al franciscanilor (două mâini încrucișate), iar în partea de jos muntele cu trei coline. Prin urmare și acest mottou rămâne fără explicație.
- 96 - Peregrinus Apostolicus – Pius al VI-lea (1774-1799)

Mottoul sintetizează nenumăratele vicisitudini pe care Giovanni Angelo Braschi a fost nevoit să le îndure: într-adevăr, după ce a fost făcut prizonier de către francezi a fost târât mai întâi la Siena, apoi la Bologna și, în sfârșit, la Parma de unde la 29 august 1799 a fost încărcat într-o căruți de țară și transportat în Franța, la Briançon și apoi la Valence, unde a murit prizonier.
- 97 - Aquila rapax – Pius al VII-lea (1800-1823)

Gregorio Barnaba, descendent al familiei de conți Chiaramonti, a fost și el făcut prizonier de Napoleon Bonaparte. Specialiștii cred că mottoul face trimitere la blazonul lui Napoleon, pe care trona o acvilă.
- 98 - Canis et coluber – Leon al XII-lea (1823-1829)

Annibale della Genga a fost descris de colaboratorii săi cei mai intimi astfel: „fidel cauzei Bisericii precum un câine și, în același timp, prudent în întreprinderile sale precum un șarpe”.
- 99 - Vir religiosus – Pius al VIII-lea (1823-1830)

Francesco Saverio dei Castiglioni a întrupat din plin această descriere profetică: prin smerenia și bunătatea sa a restabilit multe relații cu statele moderne (rupte de intransigența predecesorilor săi) și, în plus, a obținut mari concesii (de amintit libertatea religioasă pentru catolicii armeni dată de Sultan și ridicarea unei patriarhii pentru păstorirea acestora).

### 11 papi înainte de ultimul
- 100 - De balneis Etruriae – Grigore al XVI-lea (1831-1846)

Bartolomeo Alberto Cappellari provenea dintre călugării camaldolenzi, ordin religios fondat în Toscana (Etruriae). Specialiștii înclină să creadă că pentru atributul „balneis” nu se poate găsi o explicație satisfăcătoare, deși nu lipsesc nici aceia care pun termenul mottoului în legătură cu baia de sânge produsă în Roma de armatele austriece, chemate de acest papă „pentru restabilirea ordinii”. Majoritatea interpreților însă consideră termenul ca fiind un fel de întărire a termenului „Etruriae”.
- 101 - Crux de cruce – Pius al IX-lea (1846-1878)

În timpul pontificatului liberalului Giovanni Maria Mastai Ferretti, Roma a devenit capitala Italiei. Cu această ocazie papa Pius al IX-lea a fost nevoit să suprapună crucea pontificală peste crucea sabaudă (aceea a casei de Savoia). 
- 102 - Lumen de coelo - Leon al XIII-lea (1878-1903)

Multe interpretări urmează modalitatea de dinainte de 1595 (data publicării textului profețiilor) să se limiteze la stemă: într-adevăr, Vincenzo Gioacchino Pecci avea pe blazon o cometă. Această explicație nu este acceptată de toți, cei mai critici dintre specialiști consideră că este o referință la enciclica acestui papă: Rerum novarum (1891), enciclică care angaja Biserica într-o luptă decisă pentru demnitatea și drepturile muncitorilor. Destinderea relațiilor cu Kulturkamp-ul lui Bismark, citată de unii, nu este aproape deloc luată în seamă.
- 103 - Ignis ardens – Pius al X-lea (1903-1914)

Mottoul se referă explicit la bunătatea și la credința arzătoare a lui Giuseppe Melchiorre Sarto din Riese (Treviso). Wilhelm Hunnermann, într-o viață romanțată a acestui papă intitulată întocmai „Flacăra vie” (în traducerea românească), pune bine în evidență această flacără vie interioară care l-a consumat văzându-i din nou pe creștini ucigându-se între ei. Concluzia cărții lui W. Hunnermann este că „s-a stins de durere și de suferință morală”.
- 104 - Religio depopulata – Benedict al XV-lea (1914-1922)

Pontificatul lui Giacomo della Chiesa a fost marcat de evenimentele funeste care au devastat lumea și de plânsul care a urmat acestor triste evenimente. Mottoul se referă la numărul mare de oameni (creștini-necreștini; catolici-necatolici) care au sfârșit pe front și la numărul mai mare al acelora care au căzut victime sistemelor totalitare și atee.
- 105 - Fides intrepida – Pius al XI-lea (1922-1939)

În ciuda reproșurilor aduse acestui papă precum că ar fi tăcut în fața nazismului, totuși specialiștii găsesc cea mai plauzibilă și acceptabilă explicația mottoului care-l privește pe Achille Ratti (papa Pius al XI-lea), care s-a ridicat împotriva nazismului cu enciclica: „Mit brennender Sorge”, în care taxa nazismul ca total anticreștin și-l anatemiza. Aceeași atitudine de condamnare și de anatemizare a avut-o față de toate regimurile totalitare și atee, fie că erau în Spania, Portugalia, Rusia, Mexic sau Germania; „credință neclintită”.
- 106 - Pastor angelicus – Pius al XII-lea (1939-1958)

Eugenio Pacelli a fost păstor al Bisericii în timpul celui de-al doilea război mondial și îndată după. Lui i-a revenit dificila menire de a călăuzi poporul în reluarea vieții și reconstrucția postbelică. El este acela care a trebuit să plinească rolul de călăuză morală, spirituală și materială într-o lume devastată de ură și de război.
- 107 – Pastor et nauta – Ioan al XXIII-lea (1958-1963)

Angelo Giuseppe Roncalli a fost Patriarh de Venezia (nauta). Termenul „pastor” se referă la neobosita sa activitate de călăuză, și nu doar spirituală, a tuturor, nu numai a Bisericii sau a catolicilor. Exegeții mai exigenți nu acceptă nicidecum o explicație atât de simplistă. Tocmai pentru că au renunțat la faptul de a folosi aceleași mijloace și metode de interpretare ca pentru primele 77 de mottouri (anterioare publicării profețiilor și deci suspecte de determinările istorice știute, aspect cu care de altfel toți cercetătorii sunt de acord). Astfel, pentru acești cercetători cele două substantive (nu sunt adjective sau atribute, ca în multe alte cazuri) legate între ele prin conjuncția copulativă „et” fac referință nu atât la locul natal sau de cardinalat al personajului, nici la faptul că a călătorit mult; ci la însemnătatea Conciliului Vatican al II-lea, în a cărui deschidere papa afirma că nu este un conciliu dogmatic și doctrinar, ci un conciliu pastoral. Acest conciliul împingea „barca lui Petru” (nauta) spre noi orizonturi.
- 108 – Flos florum - Paul al VI-lea (1963-1978)

Și în privința lui Giovanni Battista Montini sunt câteva divergențe de interpretare. Interpreții care vor să lichideze repede și ușor susțin simplu că în stema acestui papă sunt trei crini. Și ca explicația să nu se termine prea brusc mai adaugă și faptul că în iconografia creștină crinul este „floarea florilor” (lucru foarte adevărat de altfel, dar nu de aplicat aici, spun alții). Într-adevăr, cercetătorii mai critici și – într-un anume fel – mai curajoși renunță la principiile ermeneutice anterioare publicării „profețiilor” în „Lignum vitae” (1595) și caută explicații mai plauzibile. Aceștia interpretează mottoul ca făcând referință la grija și la activitatea stăruitoare a acestui papă pentru afirmarea demnității vieții fiecărei ființe umane (cu enciclica „Humanae vitae”) ca și inflexibilitatea lui în afirmarea „florii florilor” pentru viața clerului (cu enciclica „Sacerdotalis coelibatus”).
- 109 – De meditate Lunae – Ioan Paul I (1978)

Pontificatul lui Albino Lucani a fost de numai 31 de zile; practic timpul unui ciclu lunar (?).
- 110 – De labore solis – Ioan Paul al II-lea (1978 - 2005)

Karol Wojtyła pare că este deja cunoscut ca primul papă polonez. Mottoul cu care este profetizat el ar putea să se refere la una din aceste trei evenimente: concomitent cu nașterea sa a fost și o eclipsă de soare; faptul că provine dintr-o țară din est (levante del sole); activitatea sa imensă și pelerinajele sale apostolice pe toată fața pământului (întocmai ca soarele). 
- 111 – De gloria olivae – Benedict al XVI-lea (2005 – 2013)

Bavarezul Joseph Ratzinger, care a succedat lui Carol, este desemnat de profeție ca fiind „de gloria olivae”. Interpreții au căutat să scoată în evidență o legătură între papa Benedict și ordinul Olivetan: Cardinalul Ratzinger și-a ales numele papal după Sfântul Benedict din Nursia, fondatorul ordinului Benedictin, una din ramurile acestui ordin fiind Olivetii. Alți interpreți scot în evidență faptul că Benedict al XVI-lea a fost ales papă la scurt timp după Duminica Floriilor.

### Petrus Romanus
- 112 - Petrus Romanus - ? Papa Francisc (2013 - 2025)[1][2][3]

Pentru ultimul papă numele este cât se poate de sugestiv: Petru a fost primul pontif, un alt Petru va fi ultimul pontif. Acestuia „Profeția lui Malachia” nu i-a dedicat doar un simplu motto, dar câteva versuri în limba latină:
In persecutione extrema sacrae romanae ecclesiae sedebit Petrus romanus, qui pascet oves in multis tribulationibus; quibi transactis, civitas septis collis diruetur, ed Judex tremendus judicabit populum suum. Amen.
A căror traducere sună cam așa:
În timpul ultimei persecuții a Sfintei Bisericii Romane, pe scaun va sta Petru romanul, care-și va păstori turma printre foarte multe suferințe (încercări); iar când aceste încercări se vor sfârși, orașul celor șapte coline va fi distrus, și judecătorul cel de temut va judeca poporul său. Amin (Așa să fie).
Numeroase analize ale profeției au dus la interpretarea că vor fi mai mulți papi între „gloria măslinului” (Gloria oliuæ) și Petrus Romanus.
Speculațiile populare ale susținătorilor profeției afirmă că această predicție se referă la succesorul Papei Benedict al XVI-lea. De la alegerea lui Francisc ca Papă, susținătorii profeției de pe unele forumuri de pe internet s-au străduit să-l lege pe Francisc de această profeție. Teoriile includ o conexiune vagă cu Francisc de Assisi, al cărui tată a fost numit Pietro (Petru).

## Ultimele paragrafe
Profețiile, în general, sunt făcute în mod criptic și astfel încât să-i deruteze pe interpreții superficiali. În goana după senzațional și de a-l aduce pe Petrus Romanus cât mai aproape, se neglijează faptul că fiecărui papă prezis îi este dedicat doar un paragraf și se încearcă să se conecteze ultimele două. Văzându-le separat, o variantă rezonabilă de interpretare e că papa Francisc nu este „Petrus Romanus”, ci doar „In persecutione extrema sacrae romanae ecclesiae sedebit” - „[cel ce] va ședea în timpul persecuției extreme a bisericii romane sfinte”. Se remarcă și traducerea greșită preluată din limba engleză, unde „extrema” e interpretat ca „the last (ultima)”. Deși „extremus” are și sensul secundar de „ultim”, primul înțeles este chiar „extrem”. Astfel se impune mai multă precauție cu privire la interpretările forțate cum că Papa Francisc ar fi „Petrus Romanus”, nume/etichetă cu care începe ultimul paragraf.